# Đại hội Thể thao Trong nhà châu Á 2007
Đại hội Thể thao Trong nhà châu Á 2007 lần thứ 2 tổ chức tại Ma Cao, Trung Quốc từ ngày 26 tháng 10 đến 3 tháng 11 năm 2007 với 15 môn thi đấu. Tất cả các sự kiện đều được tổ chức tại Macao East Asian Games Dome

## Công trình thi đấu
- Macau East Asian Games Dome - Sport Aerobic, Futsal, Khiêu vũ thể thao, Indoor track and field, X-Sports, Cờ thể thao
- Macau International Convention Center - E-Sports
- Tap Seac Multisport Pavilion - Futsal
- Macau Stadium and Pavilion - Khúc côn cầu trong nhà, Xe đạp nhào lộn
- IPM Multisport Pavilion - Muay
- Macau Olympic Aquatic Center - Bơi cự ly ngắn
- Macau Forum - Cầu mây, Múa rồng và Múa lân
- Luso-Chinesa School Pavilion - Đua xe đạp trong nhà
- MUST Pavilion - X-Sports, Futsal

## Môn thi đấu
Có tổng số 17 môn thi đấu được lên kế hoạch tranh tài trong kỳ đại hội này. Dưới đây là danh sách và số lượng nội dung thi đấu (trong ngoặc đơn): 
| - Billards & Snooker (8) - Bowling (6) - Bơi cự ly ngắn (30) - Cầu mây (2) - Cờ thể thao (13) - Điền kinh trong nhà (26) | - Đua xe đạp trong nhà (5) - E-Sports (3) - Bóng đá trong nhà (2) - Kabaddi (1) - Khiêu vũ thể thao (12) - Khúc côn cầu trong nhà (1) | - Lặn chân vịt (8) - Muay (9) - Múa lân - sư - rồng (6) - Sport aerobic (4) - X-Sports (15) |

Môn biểu diễn
| - Bóng rổ 3x3 | - Kickboxing | - Kurash |

| ● | Lễ khai mạc | ● | Nội dung thi đấu | ● | Nội dung chung cuộc | ● | Bế mạc |

| Events                 | 26/10 | 27/10 | 28/10 | 29/10 | 30/10 | 31/10 | 01/11 | 02/11 | 03/11 | Tổng HCV |
| ---------------------- | ----- | ----- | ----- | ----- | ----- | ----- | ----- | ----- | ----- | -------- |
| Khai mạc & Bế mạc      | ●     |       |       |       |       |       |       |       | ●     |          |
| Sport aerobic          | ●     | ●     | 4     |       |       |       |       |       |       | 4        |
| Bowling                |       | 1     | 1     | 1     | 1     | ●     | ●     | 2     |       | 6        |
| Cờ thể thao            | ●     | 3     | ●     | 1     | 3     | 1     | 2     | 2     | 1     | 13       |
| Billards & Snooker     |       | ●     | 1     | 1     | 2     | 1     | 1     | 2     |       | 8        |
| Khiêu vũ thể thao      |       | 6     | 6     |       |       |       |       |       |       | 12       |
| Múa lân - sư - rồng    |       |       |       |       |       |       | 3     | 3     |       | 6        |
| Thể thao điện tử       |       | ●     | ●     | ●     | 3     |       |       |       |       | 3        |
| X-Sports               | ●     | 3     | 5     |       | 2     | ●     | ●     | 5     |       | 15       |
| Lặn chân vịt           |       | 4     | 4     |       |       |       |       |       |       | 8        |
| Bóng đá trong nhà      | ●     | ●     | ●     | ●     | ●     | ●     | ●     | ●     | 2     | 2        |
| Cầu mây                |       |       |       |       |       | ●     | ●     | ●     | 2     | 2        |
| Điền kinh trong nhà    |       |       |       |       | 6     | 8     | 12    |       |       | 26       |
| Đua xe đạp trong nhà   | ●     | 5     |       |       |       |       |       |       |       | 5        |
| Khúc côn cầu trong nhà | ●     | ●     | ●     | ●     | ●     | ●     | ●     | 1     |       | 1        |
| Kabaddi                |       |       |       | ●     | ●     |       | ●     | ●     | 1     | 1        |
| Muay                   |       |       |       | ●     | ●     | ●     | ●     |       | 9     | 9        |
| Bơi cự ly ngắn         |       |       |       |       | 8     | 7     | 8     | 7     |       | 30       |
| Tổng HCV               |       | 22    | 21    | 3     | 25    | 17    | 26    | 22    | 15    | 151      |

## Các đội tham dự
Tên các đội tuyển đại diện cho các quốc gia và vùng lãnh thổ được xếp theo thứ tự bảng mã IOC, đại hội năm nay quy tụ tất cả 45 nước thành viên của OCA. Con số trong ngoặc đơn biểu thị số lượng vận động viên tham gia của một quốc gia/vùng lãnh thổ.
|  | - Afghanistan - Bangladesh - Bhutan - Bahrain - Brunei - Campuchia - Trung Quốc - Hồng Kông - Indonesia - Ấn Độ - Iran - Iraq - Jordan - Nhật Bản - Kazakhstan | - Kyrgyzstan - Hàn Quốc - Kuwait - Lào - Liban - Ma Cao - Malaysia - Maldives - Mông Cổ - Myanmar - Nepal - Oman - Pakistan - Philippines - Palestine | - CHDCND Triều Tiên - Qatar - Ả Rập Xê Út - Singapore - Sri Lanka - Syria - Thái Lan - Tajikistan - Turkmenistan - Đông Timor - Đài Bắc Trung Hoa - UAE - Uzbekistan - Việt Nam (105) - Yemen |

## Bảng xếp hạng
In đậm: Nước chủ nhà
| Tổng sắp huy chương Đại hội Thể thao Trong nhà châu Á 2007 | Tổng sắp huy chương Đại hội Thể thao Trong nhà châu Á 2007 | Tổng sắp huy chương Đại hội Thể thao Trong nhà châu Á 2007 | Tổng sắp huy chương Đại hội Thể thao Trong nhà châu Á 2007 | Tổng sắp huy chương Đại hội Thể thao Trong nhà châu Á 2007 | Tổng sắp huy chương Đại hội Thể thao Trong nhà châu Á 2007 |
| Hạng                                                       | Đoàn                                                       | Vàng                                                       | Bạc                                                        | Đồng                                                       | Tổng                                                       |
| ---------------------------------------------------------- | ---------------------------------------------------------- | ---------------------------------------------------------- | ---------------------------------------------------------- | ---------------------------------------------------------- | ---------------------------------------------------------- |
| 1                                                          | Trung Quốc                                                 | 52                                                         | 26                                                         | 24                                                         | 102                                                        |
| 2                                                          | Thái Lan                                                   | 19                                                         | 28                                                         | 22                                                         | 69                                                         |
| 3                                                          | Hồng Kông                                                  | 15                                                         | 9                                                          | 11                                                         | 35                                                         |
| 4                                                          | Hàn Quốc                                                   | 10                                                         | 14                                                         | 13                                                         | 37                                                         |
| 5                                                          | Kazakhstan                                                 | 9                                                          | 20                                                         | 13                                                         | 42                                                         |
| 6                                                          | Ấn Độ                                                      | 9                                                          | 9                                                          | 10                                                         | 28                                                         |
| 7                                                          | Nhật Bản                                                   | 8                                                          | 7                                                          | 11                                                         | 26                                                         |
| 8                                                          | Iran                                                       | 4                                                          | 4                                                          | 9                                                          | 17                                                         |
| 9                                                          | Qatar                                                      | 4                                                          | 3                                                          | 1                                                          | 8                                                          |
| 10                                                         | Đài Bắc Trung Hoa                                          | 4                                                          | 2                                                          | 6                                                          | 12                                                         |
| 11                                                         | Ma Cao, Trung Quốc                                         | 3                                                          | 5                                                          | 5                                                          | 13                                                         |
| 12                                                         | Ả Rập Xê Út                                                | 3                                                          | 1                                                          | 0                                                          | 4                                                          |
| 13                                                         | Việt Nam                                                   | 2                                                          | 5                                                          | 11                                                         | 18                                                         |
| 14                                                         | Uzbekistan                                                 | 2                                                          | 2                                                          | 2                                                          | 6                                                          |
| 15                                                         | Indonesia                                                  | 2                                                          | 0                                                          | 4                                                          | 6                                                          |
| 16                                                         | UAE                                                        | 2                                                          | 0                                                          | 1                                                          | 3                                                          |
| 17                                                         | Kuwait                                                     | 1                                                          | 3                                                          | 2                                                          | 6                                                          |
| 18                                                         | Singapore                                                  | 1                                                          | 2                                                          | 5                                                          | 8                                                          |
| 19                                                         | Philippines                                                | 1                                                          | 2                                                          | 3                                                          | 6                                                          |
| 20                                                         | Malaysia                                                   | 0                                                          | 3                                                          | 6                                                          | 9                                                          |
| 21                                                         | Myanmar                                                    | 0                                                          | 2                                                          | 0                                                          | 2                                                          |
| 21                                                         | Sri Lanka                                                  | 0                                                          | 2                                                          | 0                                                          | 2                                                          |
| 23                                                         | Mông Cổ                                                    | 0                                                          | 1                                                          | 4                                                          | 5                                                          |
| 24                                                         | Pakistan                                                   | 0                                                          | 1                                                          | 1                                                          | 2                                                          |
| 25                                                         | Kyrgyzstan                                                 | 0                                                          | 1                                                          | 0                                                          | 1                                                          |
| 26                                                         | Lào                                                        | 0                                                          | 0                                                          | 3                                                          | 3                                                          |
| 27                                                         | Jordan                                                     | 0                                                          | 0                                                          | 2                                                          | 2                                                          |
| 27                                                         | Liban                                                      | 0                                                          | 0                                                          | 2                                                          | 2                                                          |
| 29                                                         | Bangladesh                                                 | 0                                                          | 0                                                          | 1                                                          | 1                                                          |
| 29                                                         | Iraq                                                       | 0                                                          | 0                                                          | 1                                                          | 1                                                          |
| 29                                                         | CHDCND Triều Tiên                                          | 0                                                          | 0                                                          | 1                                                          | 1                                                          |

## Linh vật
Hình ảnh này liên quan tới chú chim có tên là Mei Mei. Hàng năm, loài chim này thường di chú tại Ma Cao. Chúng thường bay vút lên cao vào trong bầu trời. Hình ảnh Mei Mei tượng trưng cho Ma Cao với tinh thần đổi mới vô tận. Với hy vọng nước chủ nhà có thể gây bất ngờ tại Đại hội Thể thao Trong nhà châu Á 2007.